# Лібія рожевочерева
Лібія рожевочерева (Lybius minor) — вид дятлоподібних птахів родини лібійних (Lybiidae).

## Поширення
Вид поширений в Західній Африці. Трапляється в Габоні, Анголі, Замбії, Республіці Конго та Демократичній Республіці Конго. Живе у галерейних лісах, узліссях, на плантаціях.

## Спосіб життя
Трапляється групами з 2-7 птахів. Живиться комахами і плодами. Гніздиться у дуплах дерев. Відкладає два-чотири яйця.